# Charlie (série télévisée d'animation)
Pour les articles homonymes, voir El Chavo Del 8 Serie Animada.
 (décembre 2023).
Si vous disposez d'ouvrages ou d'articles de référence ou si vous connaissez des sites web de qualité traitant du thème abordé ici, merci de compléter l'article en donnant les références utiles à sa vérifiabilité et en les liant à la section « Notes et références ».
El Chavo Del 8 Serie Animada
[réf. nécessaire] (El Chavo animado ou El Chavo, la serie animada en VO) est une série télévisée d'animation américaine-mexicaine en 135 épisodes de 22 minutes produite par Televisa, Ánima Estudios et Warner Bros. Animation.
Basée sur la série télévisée El Chavo del Ocho (1971-1980) créée par Chespirito et mélangeant personnages en animation 2D (Adobe Flash) et décors en CGI, elle a duré 7 saisons, du 21 octobre 2006 au 6 juin 2014.
Elle a inspiré la création de produits dérivés tels que bonbons, jeux de société et jeux vidéo, entre autres.
El Chavo Del 8 Serie Animada